# Tatlı (Ağstafa)
Tatlı è un comune dell'Azerbaigian situato nel distretto di Ağstafa. Conta una popolazione di 2 765 abitanti.